# Richard Manuel
Richard Manuel (3. dubna 1943 Stratford, Ontario, Kanada – 4. března 1986 Winter Park, Florida, USA) byl kanadský klávesista, zpěvák, bubeník, multiinstrumentalista, hudební skladatel a občasný herec. Byl členem skupiny The Band, se kterou byl v roce 1994 uveden do Rock and Roll Hall of Fame. Jako herec se objevil například ve filmu Let's Get Laid z roku 1978 nebo také Poslední valčík z téhož roku.